# أدكانيماب
أدكانيماب (بالإنجليزية: Aducanumab)‏ هو جسم مضاد أحادي النسيلة بشري استخدام سابقا علاجا لمرض آلزهايمر. تم تطويره بواسطة شركة بيوجن آيدك التي حصلت على ترخيص الدواء من الشركة المكتشفة له نوروأميون. يستهدف الجسم المضاد تدكساتٍ لهيئاتٍ من بيتا النشواني في أدمغة الأفراد المصابين بالآلزهايمر، على أمل تخفيض تأثير تراكمها. أوقفت بيوجين تطوير العقار في مارس 2019 بعد بيانات أولية من تجربتين سريريتين من المرحلة 3، أشارت إلى أنه لن يحقق هدفه الأساسي. في 22 أكتوبر 2019 أعلنت بيوجين أنها ستستأنف العملية التي أقرتها إدارة الغذاء والدواء وذلك بعد أن أظهرت تحاليل جديدة لمجموعات بيانات أكبر أن العقار يخفض التدهور السريري لدى مرضى الحالات المبكرة من الآلزهايمر حين يُعطى بجرعات كبيرة. خلصت إعادة تحليل البيانات من التجارب المتوقفة إلى أن المرضى الذين يتلقون جرعات أعلى انخفض معدل التدهور لديهم بنسبة 23%.

## البحث
أُبلغ عن النتائج المؤقتة من الدراسة الثانية للمرحلة 1 في مارس 2015.
نتائج المرحلة 1b تم نشرها في أغسطس 2016، بناء على عام واحد من «تعاطيات وريدية شهرية» لأدكانيماب، مع تصويرات للدماغ لمراقبة اللويحات النشوانية. المرحلة 3 من التجارب السريرية كانت جارية منذ سبتمبر 2016، لكنها ألغيت في مارس 2019 بعد أن أظهرت تحاليل مجموعة مستقلة أن التجارب من غير المرجح أن تحقق هدفها الرئيسي.
رغم ذلك، في أكتوبر 2019 أعلنت الشركة نيتها في السعي للحصول على موافقة الجهات الرقابية، بعد إعادة تحليل للبيانات.